# Lewiatan (powieść Scotta Westerfelda)
Lewiatan – powieść młodzieżowa z gatunku steampunk autorstwa Scotta Westerfelda. Książka została wydana w październiku 2009 roku. Ilustrował ją Keith Thompson. Do Polski trafiła na początku 2011 r.
Kontynuacje Lewiatana to Behemot (wydana w październiku 2010) i Goliat, którego datę premiery wyznaczono na wrzesień 2011 r.

## Frakcje
- Chrzęsty (ang. Clankers) – to odpowiednik Państw Centralnych. Wiodącymi państwami Chrzęstów są Niemcy i Austro-Węgry. Wykorzystują oni napędzane parą i silnikami spalinowymi maszyny bojowe różnej wielkości – od czteronożnych, skaczących pojazdów zwiadowczych po potężne, ośmionożne krążowniki lądowe (jak SMS „Herkules”).
- Darwiniści (ang. Darwinists) – to odpowiednik Ententy. Wiodącym państwem jest Wielka Brytania, Darwinistami są także Francja i Rosja. Zamiast maszyn używają sztucznie wyhodowanych zwierząt. Ich szczytowym osiągnięciem jest Leviathan – latający statek-wieloryb zawierający własny ekosystem mniejszych istot, z których najważniejsze wytwarzają dla niego wodór.
- Imperium Osmańskie – oficjalnie neutralne państwo, ale wykorzystujące technologię Chrzęstów.
- Państwa neutralne – zaliczają się do nich m.in. Szwajcaria, do której zmierzają Alek i jego towarzysze, szukający azylu.

## Świat „Lewiatana” a rzeczywistość
Książka rozgrywa się w alternatywnym świecie tuż przed wybuchem I wojny światowej. Dlatego autor nagina lub zmienia niektóre fakty historyczne, o czym wspomina w przypisach na końcu książki.
- Franciszek Ferdynand i księżna Zofia mieli troje dzieci, nie jedno, ale żadne z nich nie nosiło imienia Alek. Podobnie jak Alkowi, im również odmówiono prawa do dziedziczenia tronu z powodu pochodzenia ich matki.
- Pierwsze opancerzone pojazdy bojowe pojawiły się w 1916 r., dwa lata po wydarzeniach opisanych w książce, i zostały skonstruowane przez Brytyjczyków. Nie poruszały się na nogach, lecz gąsienicach. Pomysł ten Alek otwarcie krytykuje jako „absurdalny”. Po dziś dzień nie skonstruowano żadnej kroczącej maszyny bojowej. Warto zwrócić uwagę, że maszyny bojowe Chrzęstów przypominają pancerniki na mechanicznych nogach, a pierwotną nazwą czołgów brytyjskich było landships, czyli właśnie „okręty lądowe”.
- Arcyksiążę Ferdynand naprawdę starał się uzyskać u papieża zgodę na uznanie prawa jego dzieci do dziedziczenia tronu, ale w rzeczywistości mu się to nie udało.
- Dr Nora Barlow to prawdziwe imię wnuczki Karola Darwina, ale w przeciwieństwie do swojego książkowego wcielenia, nie miała nic wspólnego ani z zoologią, ani dyplomacją. Nazwisko Barlow przyjęła po mężu.
- Pupilek dr Barlow – tygrys tasmański Tazza – mógł istnieć w 1914 r. Populację tygrysów (wilków) tasmańskich wybito doszczętnie w 1936 r. Tazza to także kolokwialne określenie tygrysa tasmańskiego. Ze względu na jego nietypowy wygląd tak Deryn, jak i Alek w pierwszym odruchu wzięli Tazzę za sztuczne zwierzę.
- W książce Charles Darwin (od nazwiska którego wzięła się nazwa frakcji Darwinistów) nie tylko spisał teorię ewolucji, ale odkrył też „nici życia”, które pozwoliły Darwinistom tworzyć sztuczne istoty. „Nici życia”, czyli DNA, odkryto dopiero w latach 50. XX wieku i do dziś nie ustalono dokładnie, w jaki sposób funkcjonują. Naukowcom udało się „wyprodukować” tylko bardzo proste, jednokomórkowe istoty.
- Inaczej wygląda zamach na arcyksięcia Ferdynanda i jego małżonkę. W 1914 r. najpierw w kierunku ich samochodu rzucono bombę (która spadła na ziemię, raniąc kilka osób), a potem Gavrilo Princip oddał w stronę pary książęcej śmiertelne strzały z pistoletu. W książce małżonkowie przeżyli i tę drugą próbę zamachu, lecz w czasie kolacji podano im zatruty posiłek. Westerfeld tłumaczył tę zmianę chęcią rozpoczęcia akcji w nocy.
- Nazwa jednego z gatunków sztucznych zwierząt, Huxleyów, pochodzi od Thomasa Huxleya, gorącego zwolennika teorii ewolucji Darwina.